# Raffaele Farina
Raffaele Farina (Buonalbergo, Campània, Itàlia, 24 de setembre de 1933) és un cardenal i bisbe catòlic italià, arxiver de l'Arxiu Secret del Vaticà i prefecte de la Biblioteca Vaticana, elevat a cardenal pel papa Benet XVI l'any 2007.

## Biografia
Nascut l'any 1933 a la diòcesi italiana d'Ariano Irpino-Lacedonia va entrar amb setze anys a la Congregació Salesiana de Sant Joan Bosco el 25 de setembre de 1949 i va prendre els vots el 25 de setembre de 1954.
Farina va començar els seus estudis l'any 1954 a la Universitat Pontificia Salesiana de Torí. Va ser ordenat sacerdot pel bisbe Michele Alberto Arduino, S.D.B. l'1 de juliol de 1958. Més tard, Farina va estudiar història eclesiàstica a la Pontificia Universitat Gregoriana de Roma, on rebé el doctorat l'any 1965.
Entre 1965 i 1968 va treballar en la seva especialitat a la Fundació Alemanya "Humboldt" a Friburg de Brisgòvia i Bonn. De 1968 a 1972 va ser professor d'història de l'Església i Metodologia a la Universitat Pontificia Salesiana de Torí; serví com a degà de la mateixa facultat fins a l'any 1974 i va ser rector d'aquella universitat en dos períodes, 1977-1983 i 1992-1997.
Farina va ser nomenat regolatore del XXI capítol general de la seva congregació l'any 1978. Entre 1982 i 1986 va ser secretari del Comitè Pontifici de Ciència Històrica i subsecretari el mateix any del Consell Pontifici de Cultura a la Cúria Romana.
El 25 de maig de 1997 va ser nomenat prefecte de la Biblioteca Vaticana per Joan Pau II.
El 15 de novembre de 2006 va ser creat bisbe titular de l'Opitergium per Benet XVI. El 16 de desembre del mateix any va rebre de Tarcisio Bertone, company salesià, la seva consagració episcopal, en un acte celebrat a la Basílica de Sant Pere del Vaticà.
El 25 de juny de 2007 Farina va ser elevat a la dignitat arquebisbal i nomenat Arxiver dels Arxius Secrets del Vaticà i Bibliotecari de la Biblioteca Vaticana. El mateix dia la seva diòcesi titular va ser també elevada pro hac vice al nivell d'arxidiòcesi.
Benet XVI el crea cardenal diaca de San Giovanni della Pigna en el consistori el 24 de novembre de 2007. El 24 de setembre de 2013, dia que complia viutanta anys, va perdre la condició de cardenal elector.

## Distincions
- Cavaliere di Gran Croce Ordine al Merito della Repubblica Italiana (Roma, 4 luglio 2005), per iniciativa del President de la República Italiana.[1]